# Palais Strozzi
Le palais  Strozzi (en italien, Palazzo Strozzi) est un chef-d'œuvre de l'architecture civile de la Renaissance italienne situé à Florence, qui donne sur la piazza Strozzi, la via Tornabuoni, la via Porta Rossa et la via degli Strozzi, une voie privée entre la via Tornabuoni et la Piazza Strozzi dont l'accès est fermé par des portes. Il n'est accolé à aucun autre bâtiment.
De taille imposante (quinze bâtiments ont été détruits pour lui faire place), il s'agit de l'un des édifices civils les plus représentatifs de l'architecture de la Renaissance. Sa construction est lancée à la demande de Philippe Strozzi l'Ancien, un marchand appartenant à l'une des familles les plus riches de Florence, traditionnellement hostile à la maison de Médicis. Le palais figure sur la liste dressée en 1901 par la Direction générale des antiquités et des beaux-arts, comme monument national[réf. nécessaire].

## Histoire

### Philippe  Strozzi
La famille Strozzi est exilée de Florence en 1434 en raison de son opposition aux Médicis, mais, grâce à la fortune accumulée par Philippe Strozzi comme banquier à Naples, elle peut revenir dans la ville en 1466, déterminée à se démarquer de ses rivaux. Philippe Strozzi, pendant des années, achète et démolit des bâtiments autour de sa résidence afin de disposer du terrain nécessaire pour construire le plus grand palais de Florence.
Les demeures d’autres Strozzi, de Piero Ardinghelli, de Francesco Rucellai, de Cecca et Niccolò Popoleschi, de Piero Tornaquinci et la maison-tour des comtes Guidi de Poppi figurent parmi les 15 bâtiments achetés et abattus, ainsi que la piazza de Tornaquinci, où plusieurs familles avaient leurs propres maisons-tours et loggias. Grâce à l’intervention de Laurent de Médicis dit le Magnifique, Philippe Strozzi peut obtenir les droits des propriétaires pour redresser la ligne de la place et pour occuper avec le nouveau bâtiment chaque portion de route ou passage qui lui est nécessaire. Les Strozzi ne subissent qu'une seule condition, celle de commencer les travaux dans l'année après la ratification de l’acte notarié (daté du 10 avril 1489) et que la construction soit poursuivie sans interruption, sous peine de confiscation.
Giuliano da Sangallo crée une maquette du palais Strozzi en bois entre 1489 et 1490 (aujourd'hui de nouveau exposée dans le palais, entreposé par le musée national du Bargello), mais Giorgio Vasari attribue le projet original à Benedetto da Majano, l'architecte préféré de Laurent le Magnifique, qui cependant n'a probablement jamais dirigé l'ouvrage. L'inspiration vient du palais Médicis de Michelozzo, via Larga ;  le modèle de Giuliano est très proche de l'œuvre réalisée, du moins en ce qui concerne le premier étage.
Les astronomes sont convoqués pour décider quel est le jour le plus favorable pour poser la première pierre. La construction du palais est lancée par Benedetto da Maiano le 6 août 1489 ; Philippe Strozzi meurt deux ans plus tard en 1491.

### XVIesiècle
Les héritiers de Philippe Strozzi poursuivent, quoique avec difficulté, la coûteuse construction de son rêve.
Le chantier est alors dirigé par Simone del Pollaiolo, dit Cronaca, qui a la liberté d'intervenir sur ce qui a été prévu jusqu'alors : il apparait notamment comme directeur des travaux à partir de 1490, comme successeur du maître d'œuvre, Jacopo di Stefano Rosselli, et il est certainement responsable du dernier étage terminé par une magnifique corniche en saillie (1502) et de la cour à portiques sur quatre côtés (1503). Il reste en fonction jusqu'au 31 octobre 1504. L'utilisation presque ostentatoire des mêmes motifs, qui ailleurs pourraient être considérés comme une répétition monotone, révèle la volonté de l'architecte de mettre avant tout l'accent sur le sens des proportions, selon un équilibre parfait entre plein et vide, entre charpentes et bossage, entre la division des étages et la largeur des façades. En 1507, le rez-de-chaussée commence à être habité.
De forme cubique sur trois niveaux, entourant une cour centrale, le palais doit surpasser en taille et en beauté celui de Medici-Riccardi d'une façon ostentatoire.
Après diverses interruptions, dues aux conditions économiques fluctuantes des Strozzi, et grâce à la fortune commerciale du banquier Philippe Strozzi le Jeune, les travaux reprennent en 1523 ; Baccio d'Agnolo est alors peut-être le surintendant. La partie via de' Tornabuoni, abandonnée à la troisième rangée de bossage de la deuxième fenêtre, est reprise en avril 1533 et terminée en 1534-1535. Le chantier est définitivement interrompu en 1538, après le suicide de Philippe Strozzi, un ennemi de Cosme Ier de Toscane, à la bataille de Montemurlo. La façade sud et la moitié de la corniche de la via Tornabuoni restent donc inachevées. 
Le bâtiment est confisqué par le grand-duc Cosme Ier de Toscane la même année. Le retour de la famille Strozzi semble s'éloigner après que Pierre Strozzi, après la défaite finale de la bataille de Marciano, se réfugie en France en 1554. Ce n'est que quelques années plus tard que le palais est restitué au cardinal Laurent Strozzi.
En 1638, Gherardo Silvani réalise la chapelle du premier étage et, en 1662, il agrandit le grand escalier de la via Tornabuoni.

### XIXeetXXesiècles

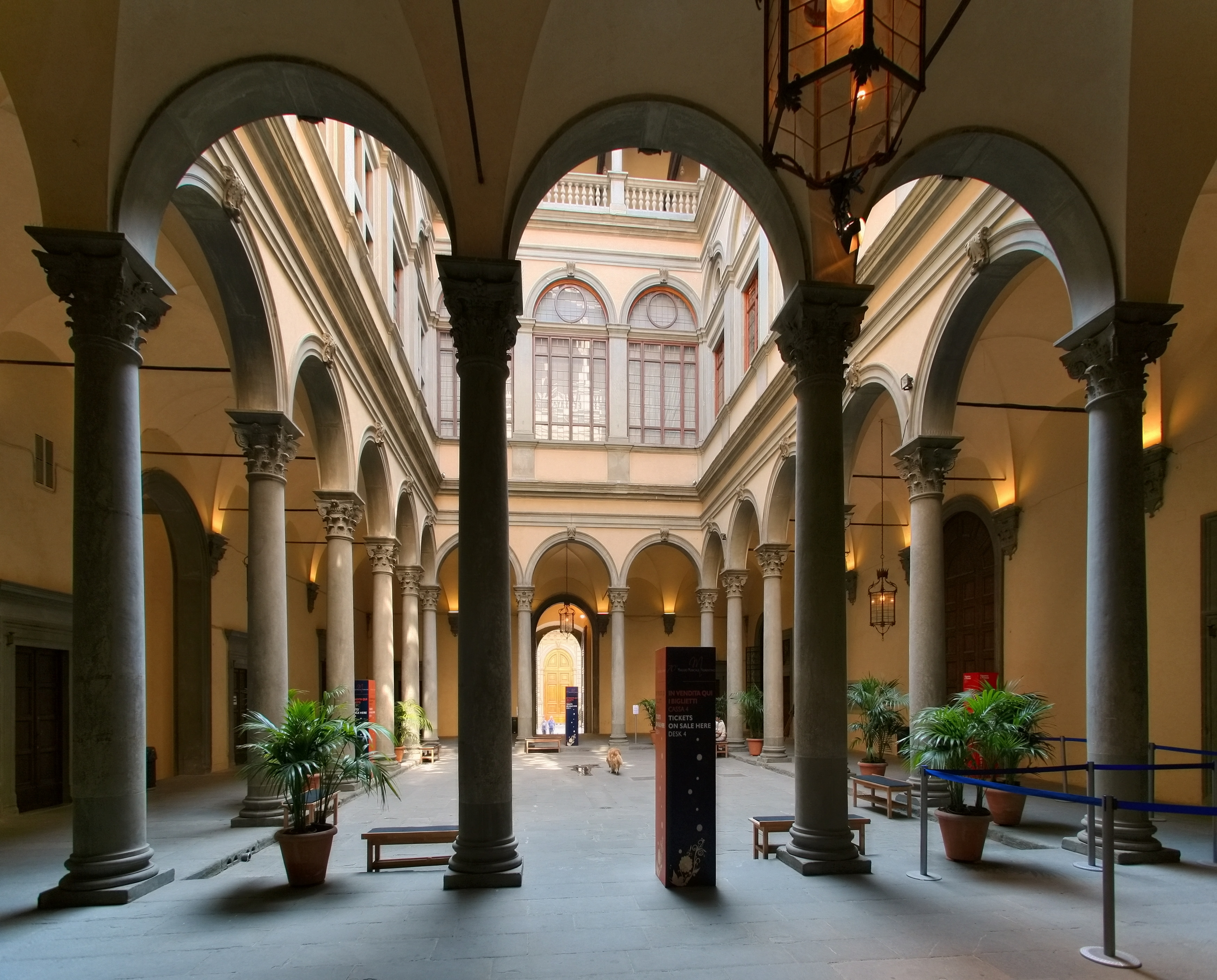
Arcades du cortile.

Entre 1863 et 1865, à l'occasion de l'élargissement et de la rectification des via Strozzi et Tornabuoni, le palais est « restauré », sur commande du prince Ferdinando Strozzi, par Giuseppe Poggi. Celui-ci est responsable, entre autres, des bancs de pierre, les panca di via, qui longent les trois façades du bâtiment. \A cette occasion, le porche muré donnant sur la piazza Strozzi est également rouvert et la cour est reliée à la rue par une rampe, pour permettre aux carrosses d'accéder au cœur du palais.
D'autres travaux importants de rénovation intérieure, au cours d'une reconstruction totale et souvent arbitraire de nombreux éléments architecturaux anciens, sont réalisés entre 1886 et 1889, décidés par Piero Strozzi et dirigés par l'architecte Pietro Berti. Les façades sont aussi restaurées, et à nouveau au début du XXe siècle. Le palais reste dans la famille Strozzi, dont il est la résidence principale, jusqu'au 28 mai 1937. À cette date, le prince Roberto le vend à l'Istituto nazionale delle assicurazioni (Institut national des assurances).
Le nouveau propriétaire — mettant de côté un projet initial élaboré par le jeune architecte Gherardo Bosio — engage une restauration complète du bâtiment entre 1938 et avril 1940, dirigée par l'ingénieur Ugo Giovannozzi, assisté de l'ingénieur Gualtiero Cividali et, pour la restauration artistique, par le surintendant des monuments Giovanni Poggi (le coordinateur des travaux est l'ingénieur Gino Cipriani de l'INA et la principale entreprise de construction Mugelli Costruzioni). La restauration suscite des critiques, tant pour la reconstruction ex novo des chapiteaux, corbeaux et autres éléments en pierre décorés, que pour l'achèvement arbitraire du côté de l'allée et de la corniche de la via de' Tornabuoni, reproduisant symétriquement la partie existante, ainsi que de la loggia couverte du troisième étage également du côté via de' Tornabuoni.
D'autres interventions de restauration remontent à 1958 (dirigées par l'architecte Guido Morozzi), à 1967 et encore à 1977, les dernières reposant sur le projet et la direction des travaux de l'architecte Saverio Vella. Entre 1995 et 1996, une série de micro-cimentations renforcées sont réalisées sur les éléments en pierre des façades sujets à désagrégation.
Le grand bâtiment est acquis par l'État en 1998, qui le cède à la municipalité de Florence en 1999. La restauration des façades de la cour intérieure remonte à 2001 (entreprise RAM), dans le cadre d'un projet plus vaste d'interventions de restauration conservatrice et d'adaptation fonctionnelle de la structure conçue par Marco Baldini, Sandro Useli et Alessandro Parigi.
Actuellement, le bâtiment abrite quelques institutions culturelles importantes, parmi lesquelles la Fondation Palazzo Strozzi, le Centro di Cultura Contemporanea la Strozzina (CCCS), l'Institut national d'études de la Renaissance, l'Institut italien des sciences humaines et le cabinet Vieusseux (depuis 1940).

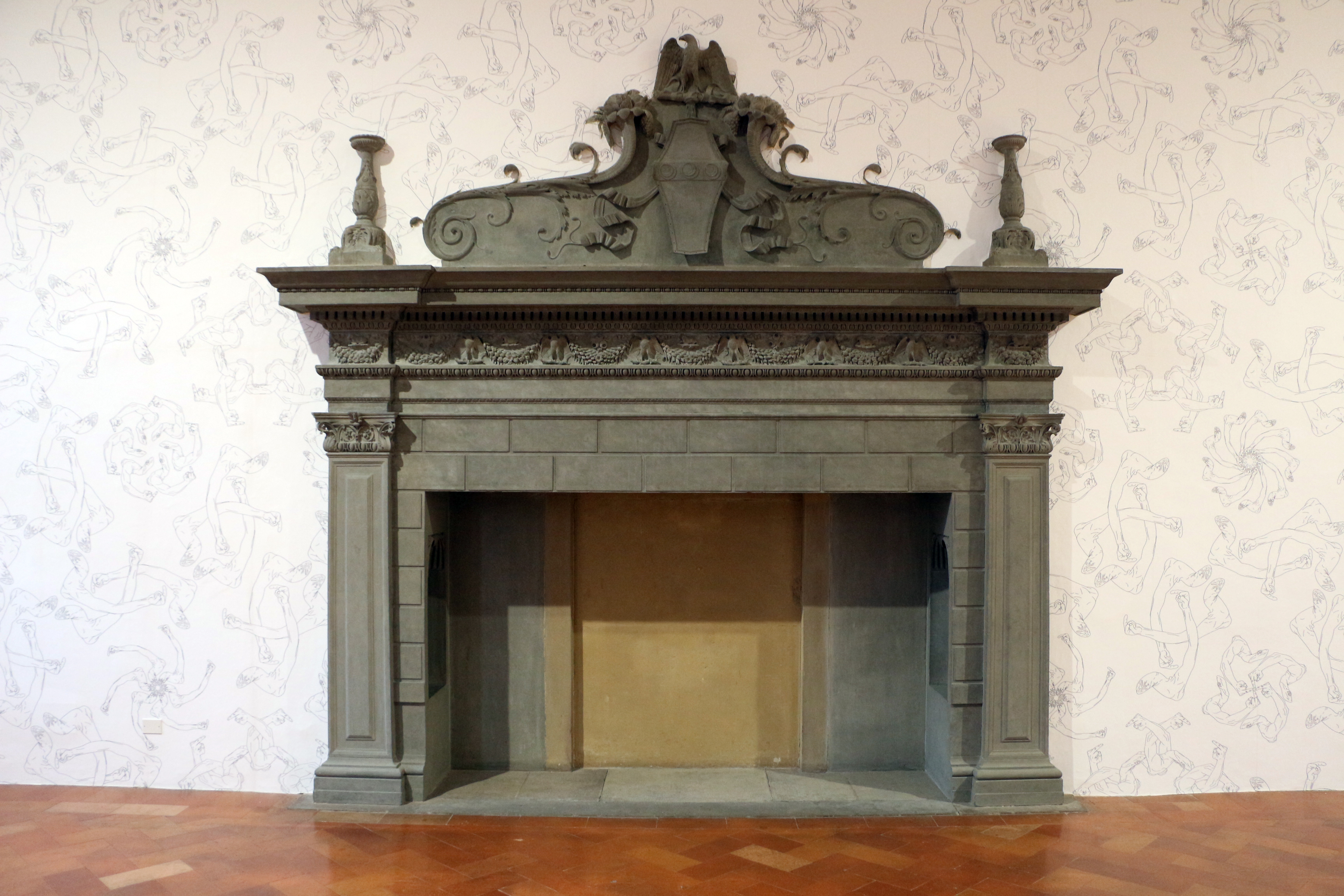
Une des cheminée du palais.
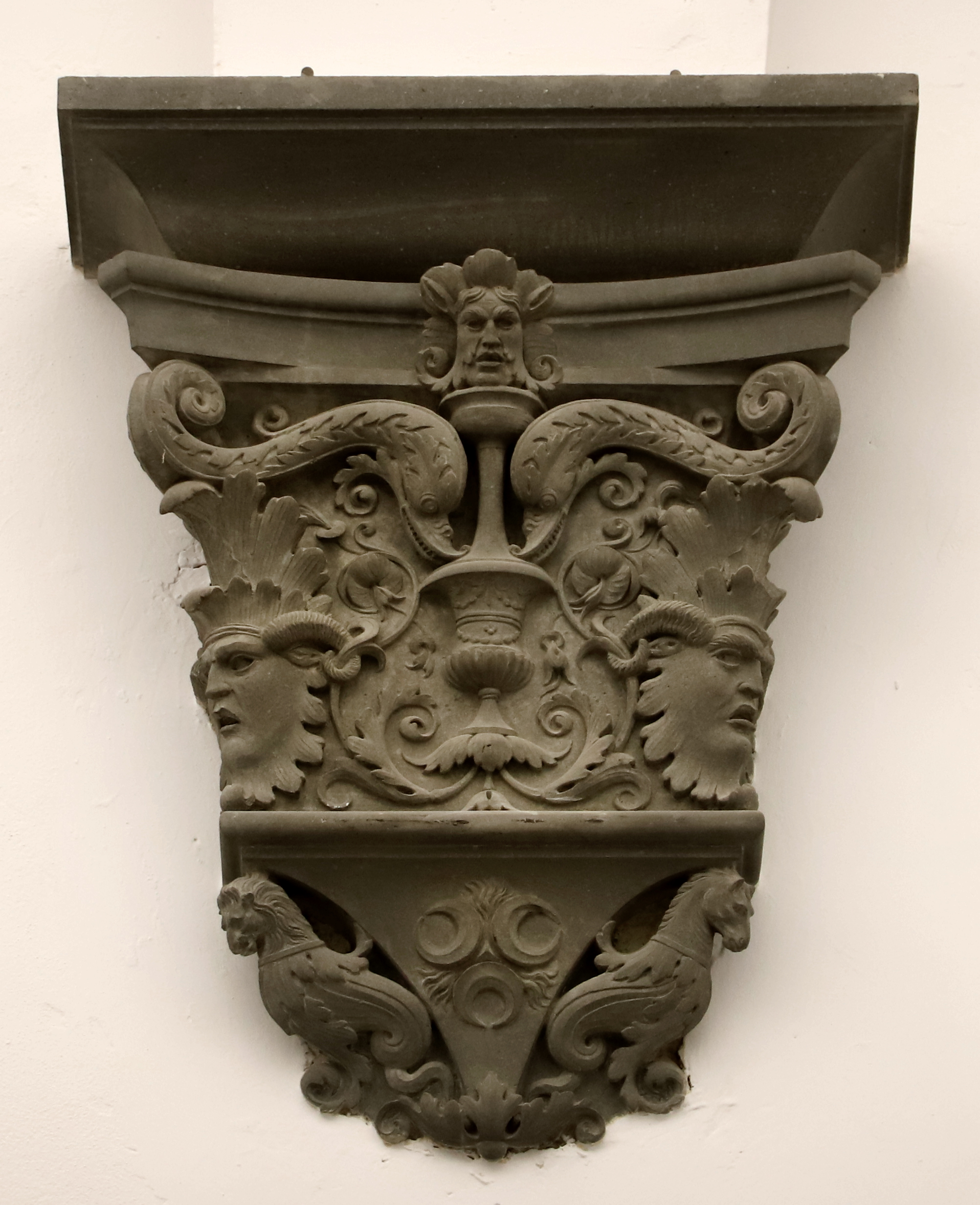
Corbeau avec masques d'hommes sauvages et écussons héraldiques.

## Architecture

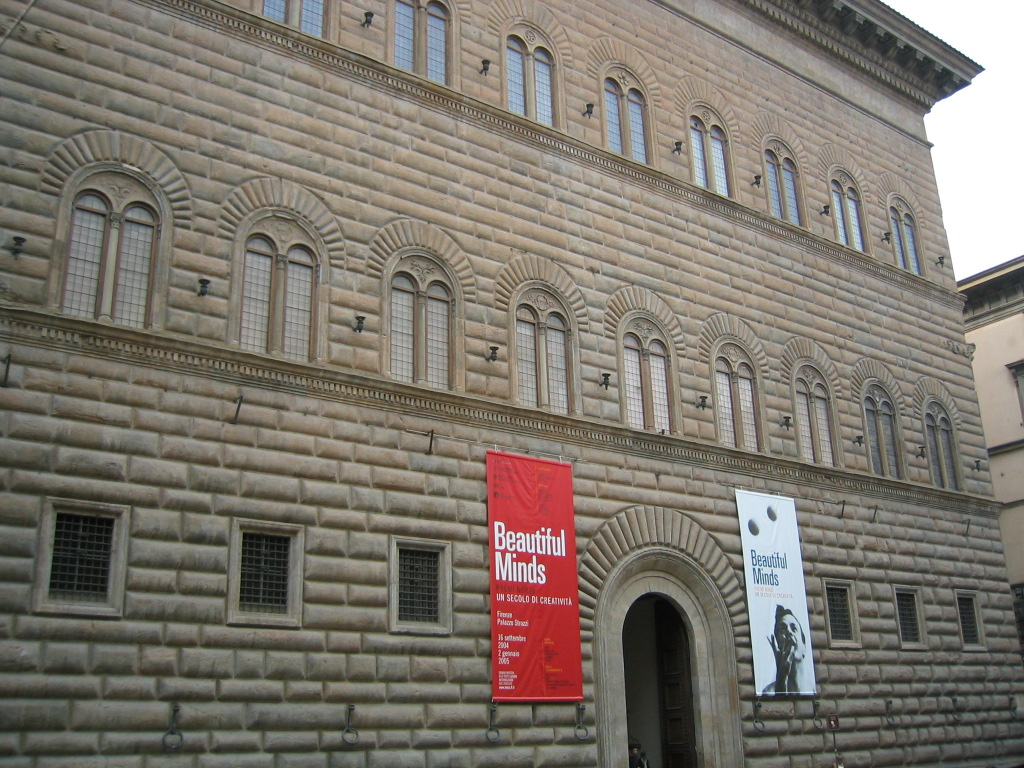
Façade sur la Piazza Strozzi.

Le palais constitue l’un des meilleurs exemples de l’idéal de la demeure seigneuriale de la Renaissance, avec beaucoup d’harmonie et des éléments issus des recherches de la Renaissance tels que le « bossage rustique » en pietra forte. Il a été délibérément construit plus grand que le palais Médicis, dont il copie la forme cubique développée sur trois étages autour d'une cour centrale. La façade est également presque identique, à l'exception du bossage plus uniforme, incliné vers le haut mais avec moins de différence d'épaisseur que dans son modèle, donnant à l’ensemble l’aspect archaïque d’une forteresse. Au premier niveau s'ouvrent les fenêtres rectangulaires de la Salla Ferri, tandis qu'aux étages supérieurs se trouvent d'élégantes bifore, reposant sur des corniches marcapiano (séparant les étages) crénelées. Sur chacun des trois côtés donnant sur la rue se trouvent trois portails cintrés aux cadres moulurés et intérieurement lisses, d'un classicisme solennel. 
Simone del Pollaiolo entoura la cour centrale d'une arcade, inspiré par Michelozzo. La cour comporte un péristyle à arches et colonnes de style corinthien. 
Un socle en forme de banc de rue entoure le bâtiment et est couronné par une puissante corniche (cornicione) raccordée au mur en bossage par un bandeau vierge et plan (zoccolo a pancale), qui se termine sur la Via Strozzi.
Sur le pourtour extérieur on trouve des porte-flambeaux, des lanternes, des hampes porte-drapeau et des anneaux pour chevaux en fer forgé, réalisés entre 1491 et 1498 par Niccolò Grosso, connu sous le nom de il Caparra, d'après un dessin de Benedetto da Majano, le plus fameux forgeron de Florence actif au XVe siècle, mentionné par Vasari dans ses Vies.
Sur le Vicolo degli Strozzi se trouve un tabernacolo avec une représentation de l' Annonciation de l'Ordre des Servites de Marie, équipé d'une lampe qui, autrefois, devait également éclairer la ruelle la nuit. Dans l'angle entre la place et la Via degli Strozzi se trouve une plaque de 1762 du Capitani di Parte (qui avait remplacé les Otto dans les fonctions d'ordre public) interdisant la vente de certaines marchandises sur la place, sous peine de lourdes amendes.

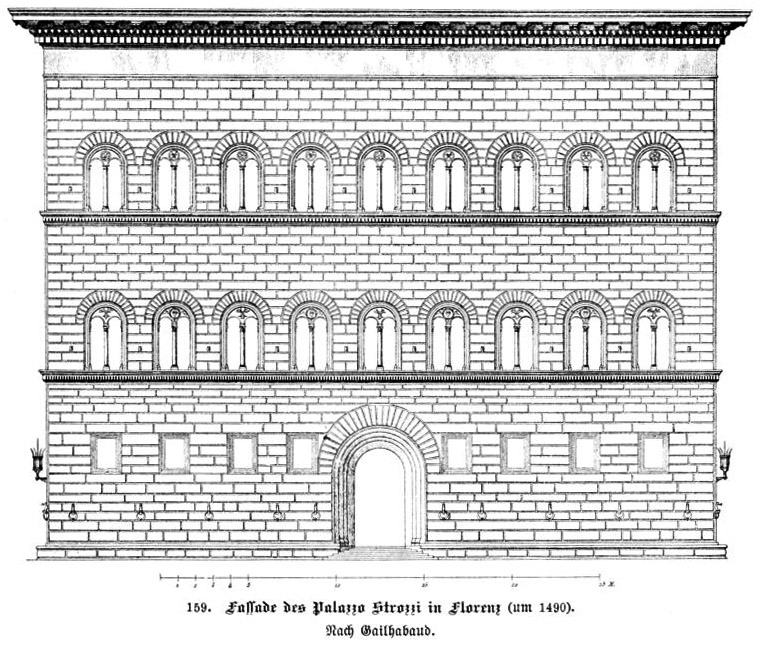
Élévation de la façade principale du palais.

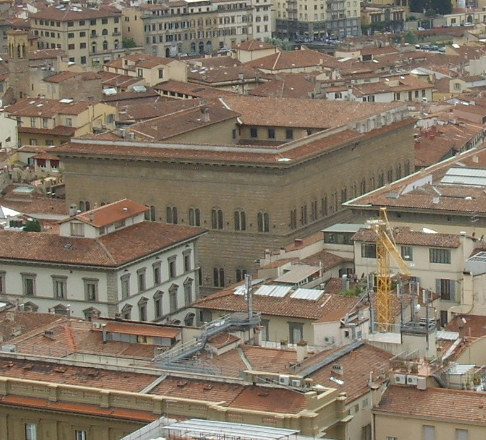
Emprise du palais dans le quartier.

## Centre culturel et artistique
Le palais est resté la résidence de la famille Strozzi jusqu'en 1937.
Depuis la  Seconde Guerre mondiale, le  Palazzo Strozzi est devenu un grand espace d'expositions qui a notamment accueilli :
- la collection Peggy-Guggenheim (1949) ;
- Gustav Klimt (1992) ;
- La Natura Morta Italiana (2003) ;
- Botticelli e Filippino Lippi (la plus visitée en Italie en 2004) ;
- Leon Battista Alberti (2006) ;
- Cezanne a Firenze (2007) ;
- Cina: alla Corte degli imperatori Capolavori mai visti, dalla tradizione Han all'eleganza Tang (2008) ;
- Picasso, Miró, Dalí. Giovani e arrabbiati: la nascita della modernità (2011) ;
- Pontormo e Rosso Fiorentino: divergenti vie della maniera (2014).

Le palais est utilisé aussi pour des expositions internationales comme la désormais annuelle Biennale dell'Antiquariato (depuis 1959), les défilés de mode et d'autres manifestations culturelles et artistiques.
Le palais Strozzi est aussi le siège de l'Istituto Nazionale del Rinascimento (Institut national de la Renaissance).
Le palais Strozzi héberge également un centre d'archivage historique, un cabinet de restauration et une bibliothèque, au sein du Cabinet Vieusseux.

## Galerie des ferronneries du Caparra

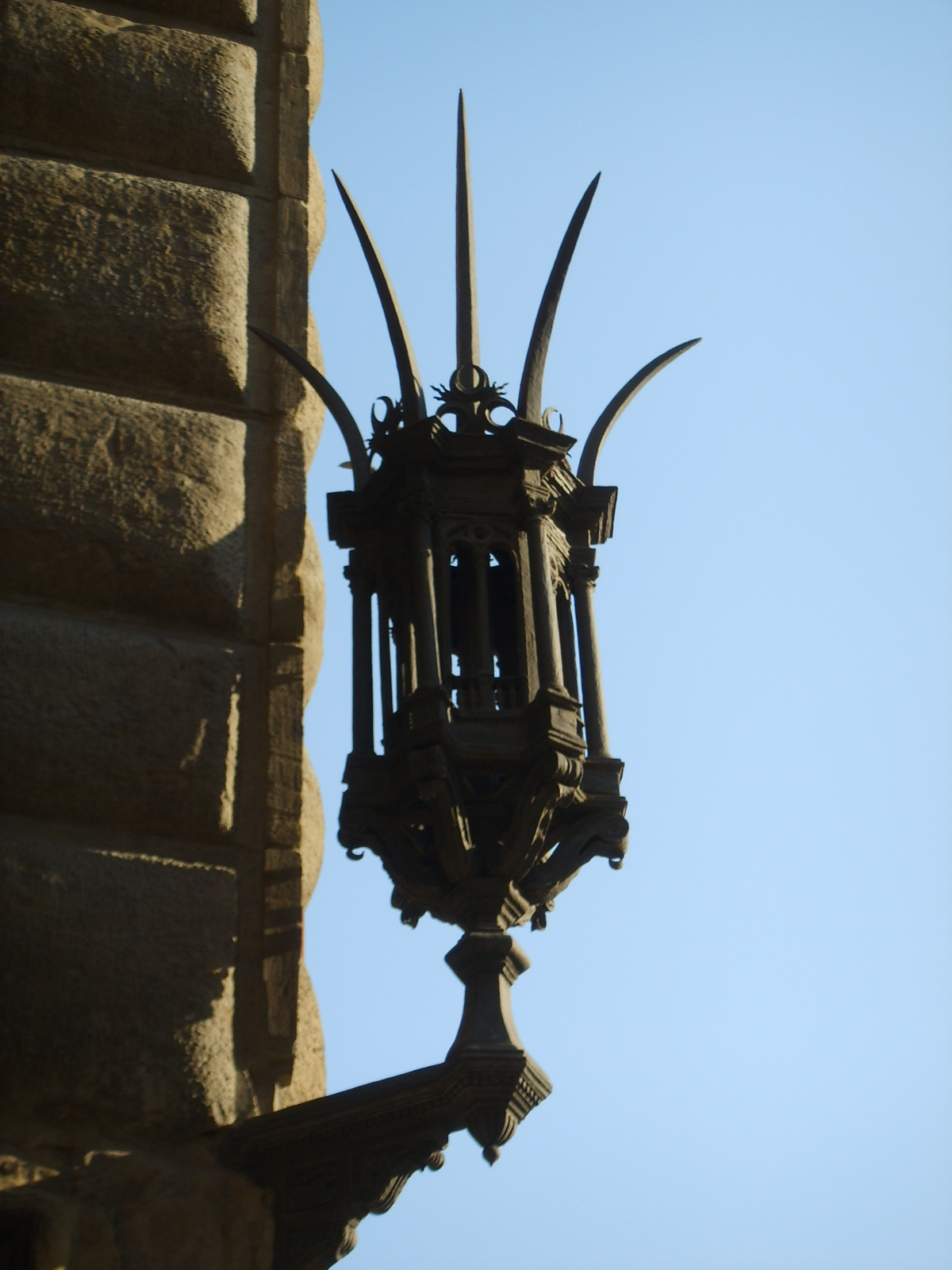
Lucerna, lanterne d'angle.
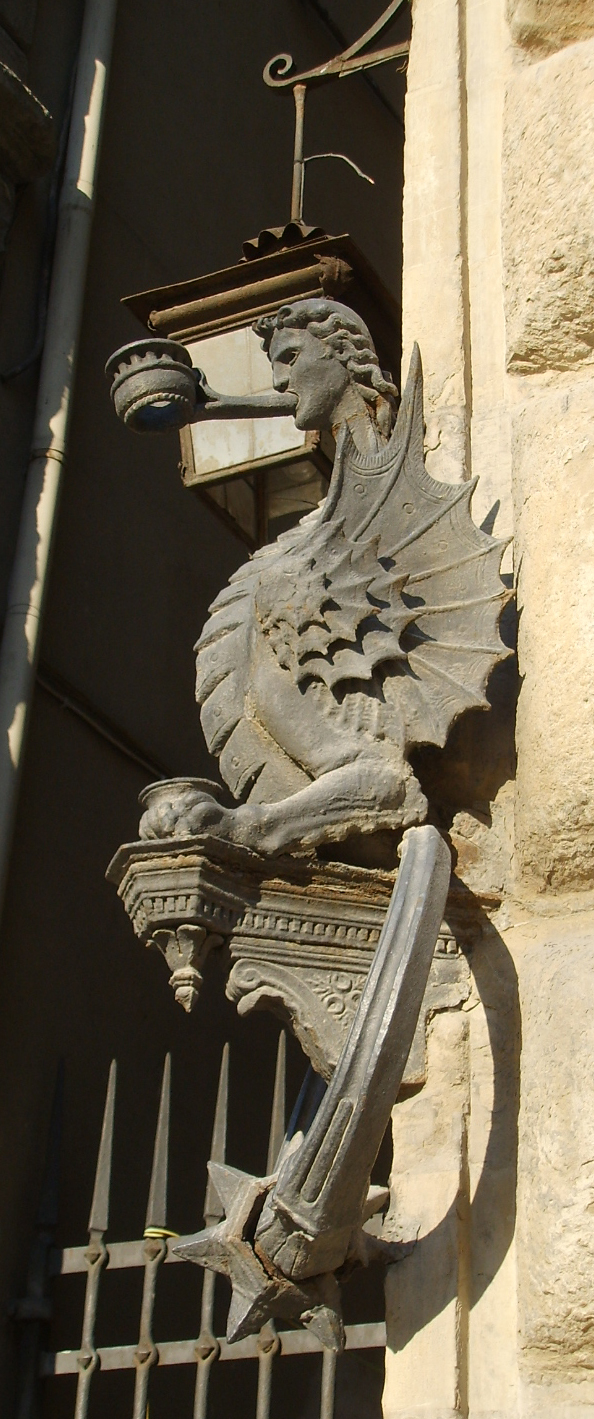
Portafiaccola, porte-flambeau d'angle décoré d'une figure mythologique.
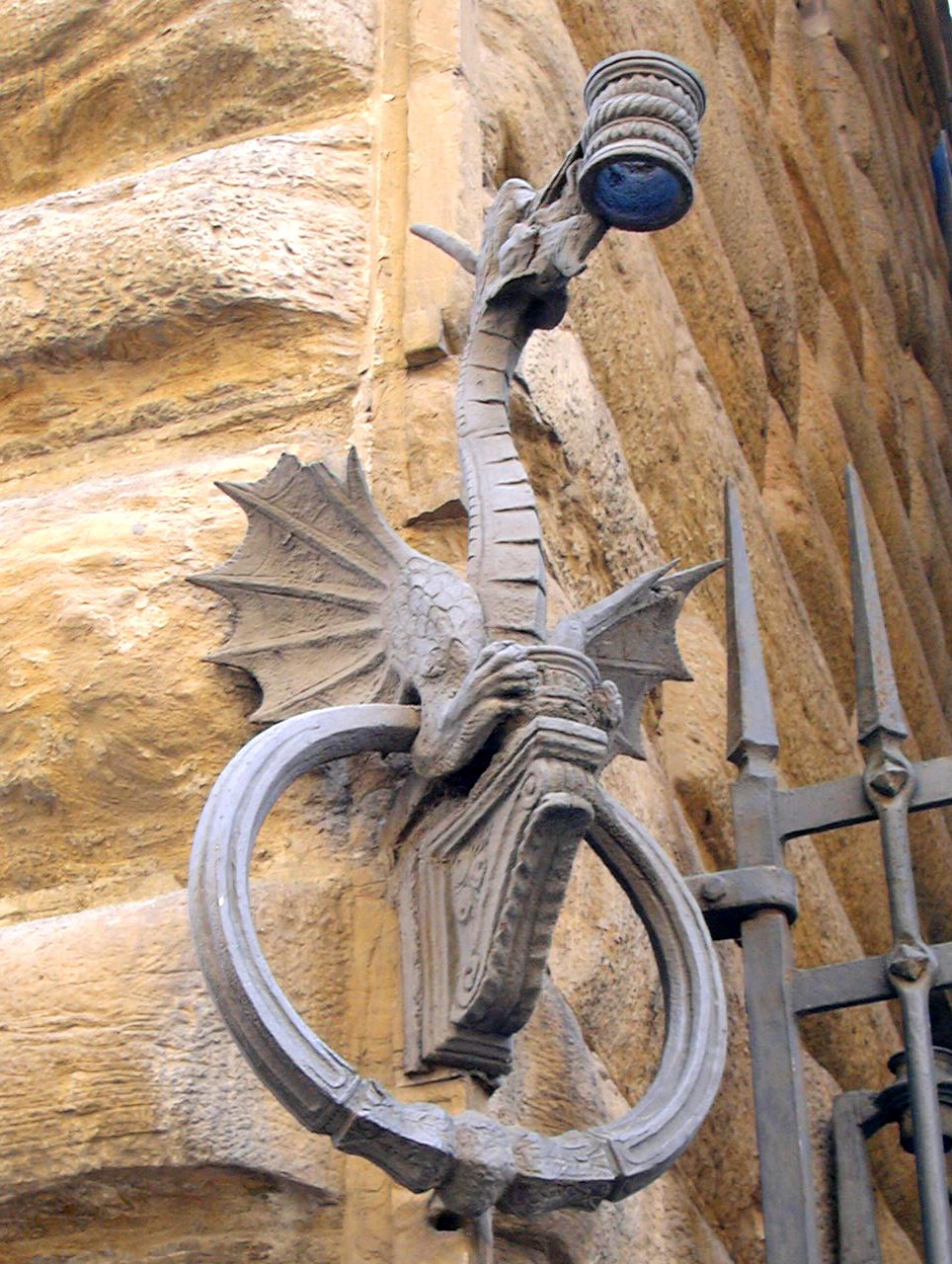
Portabandiera, porte-hampe décoré d'un dragon, avec anneau.